# مالمینکارتانو
مالْمینْکارْتانو (به فنلاندی: Malminkartano) یک منطقهٔ مسکونی در فنلاند است که در هلسینکی واقع شده‌است. مالمینکارتانو ۲٫۲۶ کیلومتر مربع مساحت دارد.